# Liste der Monuments historiques in Colombier (Allier)
Die Liste der Monuments historiques in Colombier (Allier) führt die Monuments historiques in der französischen Gemeinde Colombier auf.

## Liste der Bauwerke
| Bezeichnung                                                           | Beschreibung                                | Standort                   | Kennzeichnung | Schutzstatus | Datum | Bild           |
| --------------------------------------------------------------------- | ------------------------------------------- | -------------------------- | ------------- | ------------ | ----- | -------------- |
| Wegekreuz, heute in der Kirche St-Patrocle (Foto in der Base Mérimée) | Ende des 16. Jahrhunderts                   | (Lage)                     | PA00093065    | Classé       | 1929  |                |
| Croix de chemin de Lapeyrouse (Fotos in der Base Mérimée)             | Wegekreuz aus dem Ende des 16. Jahrhunderts | Route de Lapeyrouse (Lage) | PA00093066    | Inscrit      | 1931  |                |
| Kirche St-Patrocle                                                    | Erbaut im 12. Jahrhundert                   | (Lage)                     | PA00093069    | Classé       | 1928  | weitere Bilder |
| Priorat (Fotos in der Base Mérimée)                                   | Erbaut im 11./12. Jahrhundert               | (Lage)                     | PA00093067    | Inscrit      | 1943  |                |

## Liste der Objekte
Zum Verständnis siehe: Kirchenausstattung
| Bezeichnung                                  | Beschreibung                                           | Standort                         | Kennzeichnung | Schutzstatus | Datum | Bild |
| -------------------------------------------- | ------------------------------------------------------ | -------------------------------- | ------------- | ------------ | ----- | ---- |
| Pietà (Foto in der Base Palissy)             | Holz, polychrom gefasst, 18. Jahrhundert               | in der Kirche St-Patrocle (Lage) | PM03001624    | Inscrit      | 1989  |      |
| Kupfermatrize (Fotos in der Base Palissy)    | 18. Jahrhundert                                        | in der Kirche St-Patrocle (Lage) | PM03001625    | Inscrit      | 1989  |      |
| Reliquienschrein (Fotos in der Base Palissy) | 14. Jahrhundert                                        | in der Kirche St-Patrocle (Lage) | PM03000617    | Classé       | 1991  |      |
| Prozessionsfigur Jungfrau Maria              | Holz, polychrom gefasst und vergoldet, 19. Jahrhundert | in der Kirche St-Patrocle (Lage) | PM03001463    | Inscrit      | 1991  |      |